# Non Servium
Non Servium — испанская Oi!-группа из Мостолес (провинция Мадрида). Они заявили о себе в конце 90-х годов. Non Servium — это неправильная форма написания по-латински (правильная Non Serviam), что можно перевести как «я не буду служить».

## Стиль
Non Servium играют быструю, мощную и агрессивную музыку. Преимущественно тексты песен о насилии в качестве оборонительного оружия против государства и нацистов; о дружбе и преданности; о двусмысленных и аполитичных вещах; о торговле людьми; о капитализме, о политиках и их вранье, о ночи и протяжённости и т. д. Группа имеет очевидное отношение к панк- и скинхед-движениям. В испано-говорящих странах некоторые их песни, такие как N.S.A, Antinazis, Bronca… стали гимнами среди скинхедов-антифашистов, которые слушают их музыку.
За время своего существования команда выпустила 4 альбома: Orgullo Obrero, NSA La Santa Familia , El Imperio del Mal и El Rodillo del Kaos. Стоит отметить разницу в стилях между первым альбомом и последующими, песни которых более мощные и более приближены к хардкору. Такие композиции, как «El espíritu del Oi!», «Punks y Skins», «Antinazis», «Nosotros somos la Venganza» (версия Animales Muertos), «Cambio de Orden» o «Lágrimas de Sangre» «Bendita Locura», «Sangre por Sangre» стали известными на весь мир.
Среди Oi!-групп антифашистского движения, которые поют на испанском языке, Non Servium, наряду с мадридцами Kaos Urbano и Núcleo Terco, являются крупнейшими представителями этого музыкального направления.
Они дружат с фанатской ультрас-группировкой футбольного клуба Райо Вальекано, которой они посвятили песню ADRV Hools со своего последнего альбома El Rodillo del Kaos.

## Дискография

### Orgullo Obrero (1999)
1. Bronca
2. Non Servium
3. Punks y Skins
4. El Elegido
5. Escucha el Oi!
6. Cabezas Rapadas
7. Lucha Armada
8. Mata-hippies
9. Nosotros Somos la Venganza
10. Orgullo Obrero
11. Donde Vamos la Liamos
12. Seguimos Siendo
13. Hooligans

### N.S.A. La Santa Familia (2002)
1. Ratas
2. Violencia
3. Mi Clase
4. Antinazis
5. Jack el destripador
6. El Espíritu Del Oi!
7. En Tus Carnes
8. N.S.A. (Non Servium Army)
9. Tu Ira
10. ¿Qué Pasó En El Lieja?
11. Escucha el Oi!

### El Imperio del Mal (2007)
1. Imperio del Mal
2. Nuestra Lucha
3. Todos al Suelo
4. Mi Vida Loca
5. Cambio de Orden
6. Muerte en vida
7. El Impacto del Discreto
8. Lágrimas de Sangre
9. Dinero
10. Ratas De Ciudad
11. Warriors
12. Torpedo

### El Rodillo Del Kaos (2011)
1. El Rodillo Del Kaos
2. Generación Dormida
3. A.C.A.B.
4. Nuestra Cruz
5. Mi Barrio Or Die
6. La Maldición
7. 3 Letras
8. Sangre Por Sangre
9. Civilización
10. A.D.R.V. Hools
11. Animal
12. Bendita Locura
13. Los Putos Amos

### Resurgir (2015)
1. Apestan
2. Desperté
3. Mi Pacto
4. Madrid
5. Resurgir
6. Apártate
7. La Era Del Terror
8. Los Demonios De La Noche
9. Buitres
10. Mi Prisión
11. Rock’n'rolla